# Pigea monopetala
Pigea monopetala (Schult.) Ging. – gatunek roślin z rodziny fiołkowatych (Violaceae). Występuje naturalnie w Australii – w stanach Australia Południowa, Wiktoria, Nowa Południowa Walia i Queensland. 

## Morfologia
PokrójBylina dorastająca do 60 cm wysokości.
LiścieBlaszka liściowa ma kształt od eliptycznego do równowąskiego lub podługowatego. Mierzy 0,5–9 cm długości, jest piłkowana na brzegu, ma ostrokątną nasadę i spiczasty wierzchołek. Przylistki są od równowąskich do trójkątnych, nietrwałe i osiągają 2 mm długości. Ogonek liściowy jest nagi.
KwiatyZebrane w gronach wyrastających z kątów pędów lub na ich szczytach. Mają działki kielicha o owalnym kształcie i dorastające do 2–3 mm długości. Płatki są lancetowate i sierpowate, mają białoniebieskawą barwę oraz 2–20 mm długości.
OwoceTorebki mierzące 3-6 mm długości, o kształcie od kulistego do elipsoidalnego.

## Biologia i ekologia
Rośnie w lasach, zaroślach oraz na terenach skalistych. 